# Coleophora idaeella
Coleophora idaeella is een vlinder uit de familie kokermotten (Coleophoridae). De wetenschappelijke naam is voor het eerst geldig gepubliceerd in 1869 door Hofmann.
De soort komt voor in Europa.